# Scherma ai Giochi della XXXI Olimpiade
I tornei olimpici di scherma ai Giochi di Rio si sono svolti tra il 6 agosto e il 14 agosto 2016 all'Arena Carioca 3. Il programma ha previsto 10 eventi, di cui 6 individuali e 4 a squadre. Delle tre specialità della scherma (fioretto, sciabola e spada) non si sono disputati i tornei a squadre della sciabola maschile e del fioretto femminile.

## Qualificazioni
Per la scelta degli atleti qualificati si è preso in considerazione principalmente il ranking mondiale stilato dalla FIE al 4 aprile 2016, con ulteriori posti contesi in quattro diversi tornei qualificatori.

## Calendario
| Uomini |       | Fioretto |          | Spada | Sciabola |                 | Fioretto a squadre |                    | Spada a squadre | 5  |
| Donne  | Spada |          | Sciabola |       | Fioretto | Spada a squadre |                    | Sciabola a squadre |                 | 5  |
| Totale | 1     | 1        | 1        | 1     | 2        | 1               | 1                  | 1                  | 1               | 10 |

|  | Qualificazioni |  | FINALI |

## Podi

### Uomini
| Evento                          | Oro                                                                          | Argento                                                                    | Bronzo                                                                            |
| Spada                           |                                                                              |                                                                            |                                                                                   |
| Spada individuale (dettagli)    | Park Sang-young                                                              | Géza Imre                                                                  | Gauthier Grumier                                                                  |
| Spada a squadre (dettagli)      | Francia Gauthier Grumier Daniel Jerent Yannick Borel Jean-Michel Lucenay     | Italia Marco Fichera Enrico Garozzo Paolo Pizzo Andrea Santarelli          | Ungheria Gábor Boczkó Géza Imre András Rédli Péter Somfai                         |
| Fioretto                        |                                                                              |                                                                            |                                                                                   |
| Fioretto individuale (dettagli) | Daniele Garozzo                                                              | Alexander Massialas                                                        | Timur Safin                                                                       |
| Fioretto a squadre (dettagli)   | Russia Timur Safin Aleksej Čeremisinov Artur Achmatchuzin Dmitrij Žerebčenko | Francia Enzo Lefort Jérémy Cadot Erwann Le Péchoux Jean-Paul Tony Helissey | Stati Uniti Miles Chamley-Watson Race Imboden Alexander Massialas Gerek Meinhardt |
| Sciabola                        |                                                                              |                                                                            |                                                                                   |
| Sciabola individuale (dettagli) | Áron Szilágyi                                                                | Daryl Homer                                                                | Kim Jung-hwan                                                                     |

### Donne
| Evento                          | Oro                                                                      | Argento                                                             | Bronzo                                                                     |
| Spada                           |                                                                          |                                                                     |                                                                            |
| Spada individuale (dettagli)    | Emese Szász                                                              | Rossella Fiamingo                                                   | Sun Yiwen                                                                  |
| Spada a squadre (dettagli)      | Romania Loredana Dinu Simona Gherman Simona Pop Ana Maria Popescu        | Cina Hao Jialu Sun Yiwen Sun Yujie Xu Anqi                          | Russia Ol'ga Kočneva Violetta Kolobova Tat'jana Logunova Ljubov' Šutova    |
| Fioretto                        |                                                                          |                                                                     |                                                                            |
| Fioretto individuale (dettagli) | Inna Deriglazova                                                         | Elisa Di Francisca                                                  | Inès Boubakri                                                              |
| Sciabola                        |                                                                          |                                                                     |                                                                            |
| Sciabola individuale (dettagli) | Jana Egorjan                                                             | Sof'ja Velikaja                                                     | Ol'ha Charlan                                                              |
| Sciabola a squadre (dettagli)   | Russia Ekaterina D'jačenko Jana Egorjan Julija Gavrilova Sof'ja Velikaja | Ucraina Ol'ha Charlan Alina Komaščuk Olena Kravac'ka Olena Voronina | Stati Uniti Monica Aksamit Ibtihaj Muhammad Dagmara Wozniak Mariel Zagunis |

## Medagliere
| Posizione | Paese         |    |    |    | Totale |
| --------- | ------------- | -- | -- | -- | ------ |
| 1         | Russia        | 4  | 1  | 2  | 7      |
| 2         | Ungheria      | 2  | 1  | 1  | 4      |
| 3         | Italia        | 1  | 3  | 0  | 4      |
| 4         | Francia       | 1  | 1  | 1  | 3      |
| 5         | Corea del Sud | 1  | 0  | 1  | 2      |
| 6         | Romania       | 1  | 0  | 0  | 1      |
| 7         | Stati Uniti   | 0  | 2  | 2  | 4      |
| 8         | Cina          | 0  | 1  | 1  | 2      |
| 8         | Ucraina       | 0  | 1  | 1  | 2      |
| 10        | Tunisia       | 0  | 0  | 1  | 1      |
| Totale    | Totale        | 10 | 10 | 10 | 30     |